# Медина, Антонио
Антонио Медина Гарсия (исп. Antonio Medina García; 2 октября 1919; Барселона — 31 октября 2003, там же) — испанский шахматист; международный мастер (1950) и международный арбитр (1974). 7-кратный чемпион Испании (1944, 1945, 1947, 1949, 1952, 1963, 1964). Во 2-й половине 1950-х годов жил в Венесуэле, где стал чемпионом страны (1955, 1956 и 1958). В 1962 выиграл открытый чемпионат США. В зональном турнире ФИДЕ в Каракасе (1954) — 1-е; в межзональном турнире в Гётеборге (1955) — 19-21-е места.
Член символического клуба победителей чемпионов мира Михаила Чигорина с июля 1945 года.
Лучшие результаты в других международных соревнованиях: Мар-дель-Плата (1948) — 3-е; Гастингс (1952/1953) — 1-4-е; Рио-де-Жанейро (1953) — 4-5-е; Малага (1965) и Олот (1967) — 1—2-е; Вейк-ан-Зее (побочный турнир, 1968 и 1970) — 1-3-е и 3-4-е; Малага (1969) — 3-5-е; Монпелье (1977) — 3-4-е; Аликанте (1978) — 5-е места.